# Лісовський Іван Григорович
Іван Григорович Лісовський (нар. 4 липня 1887 — пом. невідомо) — український скульптор, майстер різьблення на дереві.

## Біографія
Народився 4 липня 1887 року у місті Яворові (тепер Львівська область, Україна). У 1902—1905 роках навчався у Яворівській школі іграшок.

## Творчість
Створював невеликі скульптури анімалістичної, побутової і казкової тематики, зокрема: «Коні», «Корови», «Олені», «Доярка», «Телятниця», «Лисиця і журавель», «Музичний квартет».